# Anton Strålman
Anton Strålman, född 1 augusti 1986 i Tibro i Tibro kommun, Skaraborgs län, är en svensk före detta ishockeyback som sist spelade för HV71 i SHL.
Han spelade tidigare för Toronto Maple Leafs, Columbus Blue Jackets, New York Rangers, Tampa Bay Lightning, Florida Panthers och Arizona Coyotes i NHL, Timrå IK i Elitserien, Toronto Marlies i AHL samt Skövde IK i både Allsvenskan och Division 1.
Strålman draftades av Toronto Maple Leafs i sjunde rundan i 2005 års draft som 216:e totalt.

## Spelarkarriär
Säsongerna 2005/06 och 2006/07 spelade Strålman för Timrå IK i Elitserien. Internationellt har han deltagit i två juniorvärldsmästerskap 2005 och 2006 samt senior-VM i ishockey 2007, 2008, 2009 och 2017. 2017 var han med och vann VM-guld.
Säsongen 2007/08 inledde Strålman i Toronto Maple Leafs farmarlag Toronto Marlies men efter 11 assists på 21 matcher blev han utvald att spela All Star-matchen i AHL och blev därefter uppkallad till NHL, där han kämpade sig till en ordinarie plats, om än med begränsad istid.
Sommaren 2009 byttes Strålman bort till Calgary Flames som i sin tur inför säsongsstarten skickade honom till USA-klubben Columbus Blue Jackets i utbyte mot ett draftval 2010. Efter att ha varit okontrakterad så kallad free agent skrev han på för New York Rangers en bit in på säsongen hösten 2011. Från 2014 spelade han för Tampa Bay Lightning, med kontrakt till 2019.

## Statistik
| 2002–2003         | Skövde IK             | J20 Elit          | 46  | 20 | 9   | 29  | 38  | —   | — | —  | —  | —  |
| 2003–2004         | Skövde IK             | Division 1        | 27  | 4  | 8   | 12  | 18  | 10  | 3 | 1  | 4  | 4  |
| 2004–2005         | Skövde IK             | Allsvenskan       | 41  | 9  | 9   | 18  | 34  | 9   | 1 | 2  | 3  | 6  |
| 2005–2006         | Timrå IK              | Elitserien        | 45  | 1  | 4   | 5   | 28  | —   | — | —  | —  | —  |
|                   | Timrå IK              | J20 Superelit     | —   | —  | —   | —   | —   | 3   | 0 | 0  | 0  | 4  |
| 2006–2007         | Timrå IK              | Elitserien        | 53  | 10 | 11  | 21  | 34  | 7   | 1 | 3  | 4  | 10 |
| 2007–2008         | Toronto Maple Leafs   | NHL               | 50  | 3  | 6   | 9   | 18  | —   | — | —  | —  | —  |
|                   | Toronto Marlies       | AHL               | 21  | 0  | 11  | 11  | 22  | —   | — | —  | —  | —  |
| 2008–2009         | Toronto Maple Leafs   | NHL               | 38  | 1  | 12  | 13  | 20  | —   | — | —  | —  | —  |
|                   | Toronto Marlies       | AHL               | 36  | 7  | 9   | 16  | 24  | 6   | 1 | 2  | 3  | 0  |
| 2009–2010         | Columbus Blue Jackets | NHL               | 73  | 6  | 28  | 34  | 37  | —   | — | —  | —  | —  |
| 2010–2011         | Columbus Blue Jackets | NHL               | 51  | 1  | 17  | 18  | 22  | —   | — | —  | —  | —  |
| 2011–2012         | New York Rangers      | NHL               | 53  | 2  | 16  | 18  | 20  | 20  | 3 | 3  | 6  | 4  |
| 2012–2013         | New York Rangers      | NHL               | 48  | 4  | 3   | 7   | 16  | 10  | 0 | 0  | 0  | 0  |
| 2013–2014         | New York Rangers      | NHL               | 81  | 1  | 12  | 13  | 26  | 25  | 0 | 5  | 5  | 4  |
| 2014–2015         | Tampa Bay Lightning   | NHL               | 82  | 9  | 30  | 39  | 26  | 26  | 1 | 8  | 9  | 8  |
| 2015–2016         | Tampa Bay Lightning   | NHL               | 73  | 9  | 25  | 34  | 20  | 6   | 1 | 0  | 1  | 2  |
| 2016–2017         | Tampa Bay Lightning   | NHL               | 73  | 5  | 17  | 22  | 20  | —   | — | —  | —  | —  |
| 2017–2018         | Tampa Bay Lightning   | NHL               | 80  | 4  | 14  | 18  | 18  | 17  | 1 | 4  | 5  | 8  |
| 2018–2019         | Tampa Bay Lightning   | NHL               | 47  | 2  | 15  | 17  | 8   | —   | — | —  | —  | —  |
| 2019–2020         | Florida Panthers      | NHL               | 69  | 5  | 14  | 19  | 14  | 4   | 0 | 0  | 0  | 2  |
| 2020–2021         | Florida Panthers      | NHL               | 38  | 3  | 6   | 9   | 8   | 5   | 0 | 0  | 0  | 0  |
| 2021–2022         | Arizona Coyotes       | NHL               | 74  | 8  | 15  | 23  | 12  | —   | — | —  | —  | —  |
| 2022–2023         | Boston Bruins         | NHL               | 8   | 0  | 0   | 0   | 2   | —   | — | —  | —  | —  |
|                   | Providence Bruins     | AHL               | 17  | 0  | 4   | 4   | 0   | —   | — | —  | —  | —  |
| NHL totalt        | NHL totalt            | NHL totalt        | 938 | 63 | 230 | 293 | 287 | 113 | 6 | 20 | 26 | 28 |
| Elitserien totalt | Elitserien totalt     | Elitserien totalt | 98  | 11 | 15  | 26  | 62  | 7   | 1 | 3  | 4  | 10 |
| AHL totalt        | AHL totalt            | AHL totalt        | 74  | 7  | 24  | 31  | 46  | 6   | 1 | 2  | 3  | 0  |

### Internationellt
| Källa: Uppdaterad: 2023-01-07 | Källa: Uppdaterad: 2023-01-07 | Källa: Uppdaterad: 2023-01-07 |         | Utv = Utvisningsminuter | Utv = Utvisningsminuter | Utv = Utvisningsminuter | Utv = Utvisningsminuter | Utv = Utvisningsminuter |
| År                            | Lag                           | Mästerskap                    | Matcher | Mål                     | Assists                 | Poäng                   | Utv                     |                         |
| ----------------------------- | ----------------------------- | ----------------------------- | ------- | ----------------------- | ----------------------- | ----------------------- | ----------------------- | ----------------------- |
| 2005                          | Sverige                       | JVM                           | 5       | 0                       | 0                       | 0                       | 2                       |                         |
| 2006                          | Sverige                       | JVM                           | 6       | 0                       | 1                       | 1                       | 6                       |                         |
| 2007                          | Sverige                       | VM                            | 9       | 1                       | 1                       | 2                       | 0                       |                         |
| 2008                          | Sverige                       | VM                            | 8       | 4                       | 3                       | 7                       | 31                      |                         |
| 2009                          | Sverige                       | VM                            | 7       | 1                       | 4                       | 5                       | 6                       |                         |
| 2016                          | Sverige                       | World Cup                     | 4       | 1                       | 1                       | 2                       | 6                       |                         |
| 2017                          | Sverige                       | VM                            | 10      | 0                       | 4                       | 4                       | 4                       |                         |
| Junior totalt                 | Junior totalt                 | Junior totalt                 | 11      | 0                       | 1                       | 1                       | 8                       |                         |
| Senior totalt                 | Senior totalt                 | Senior totalt                 | 38      | 7                       | 13                      | 20                      | 47                      |                         |

## Meriter
- Nominerad till årets rookie i Elitserien 2005/2006 (1 av 4 spelare)
- VM-brons 2009
- VM-guld 2017